# Luis Gomberoff
Luis Gomberoff Jaickles (Santiago de Chile, 17 de noviembre de 1941 - 13 de septiembre de 2010) fue un académico e investigador del Departamento de Física de la Facultad de Ciencias de la Universidad de Chile, donde trabajó hasta los 68 años. Su especialidad fue la Física Teórica, siendo la Física de Plasmas su principal área de investigación.

## Biografía
Nació el 17 de noviembre de 1941 en Santiago de Chile  en el seno de una familia de origen judío. Sus abuelos llegaron a Valparaíso y Buenos Aires desde Rumania en 1935, escapando de los pogromos y el antisemitismo prevalecientes en esos años en muchos países de Europa. Su padre, Marcos Gomberoff, nació en Chile y su madre, Sara Jaickles, en Argentina. Siempre vivió en un ambiente judío, conservador de las tradiciones y muy sionistas. La familia seguía las tradiciones judías, no así la práctica religiosa.
De niño su padre lo matricula en el Instituto Hebreo Dr. Chaim Weizmann-Ort de Santiago, donde estudió su enseñanza básica y media. Ingresa el 1 de marzo de 1962 a la Escuela de Ingeniería de la Universidad de Chile y mientras se encontraba cursando su segundo año, se crea al interior de la institución el Departamento de Física, a lo que decide cambiar de carrera a Licenciatura en Física.
Mientras está estudiando en la universidad se mantiene conectado a la Comunidad Judía. Siempre se declaró sionista, reconocía ser judío y recalcaba lo importante que era el Estado Judío para él. Se casó el año 1962 con Fanny Lerner. El matrimonio tuvo dos hijas Katia y Nili.
Terminada su licenciatura en física en 1964, parte a estudiar un doctorado a Inglaterra titulándose de Ph.D. in Mathematical Physics en University of London el año 1967. Una vez terminado su doctorado regresa a Chile.
Después del Holocausto Judío perpetrado por el régimen Nazi de Hitler, en el que fueron exterminados 6 millones de Judíos, su sionismo y el gran amor que sentía por Israel le indicaban que había que cuidar y proteger a los judíos que quedaban vivos, lo que significaba vivir y luchar por Israel. El año 1970 emigra a Israel con su esposa y dos hijas, donde vivió con su familia durante 10 años. Durante este periodo trabajó como profesor en la Universidad de Tel Aviv y participó en la guerra de Yom Kipur de 1973.
Por petición de la Universidad de Chile, regresa al país el año 1980 y se integra como académico e investigador del Departamento de Física de la Facultad de Ciencias de la Universidad de Chile, institución donde trabaja hasta su fallecimiento. Luis Gomberoff muere el 13 de septiembre de 2010 a los 68 años, luego de luchar por 10 años contra 3 cánceres primarios.
Transmitió su pasión por la física a sus hijas y nietos, tanto es así que una de sus hijas, Katia Gomberoff, y un nieto, Eitan Dvorquez Gomberoff, son físicos.

## Vida profesional e investigación
Su especialidad fue la Física Teórica. Sus primeros aportes fueron en física de partículas y teoría de campos cuánticos. Comenzó a trabajar en plasmas (materia ionizada) cuando se tenía gran esperanza en la fusión nuclear controlada. Es precisamente en la física del plasma donde se inscriben algunos de sus aportes más relevantes, no sólo en el área de la fusión nuclear controlada, sino también en el área de la física espacial y plasmas astrofísicos, con importantes publicaciones en el ámbito del plasma del viento solar, la magnetosfera de la Tierra, la magnetosfera de las estrellas de neutrones, entre otros
Fue uno de los líderes en el estudio de ondas iónicas ciclotrónicas y ondas de Alfvén, tanto lineales como no lineales, que dan cuenta de fenómenos de la magnetosfera terrestre y del viento solar, en particular, de cómo se genera el viento solar rápido. Si no hubiera magnetosfera, el viento solar barrería la atmósfera terrestre. Durante los años 70 y 80, Gomberoff publicó varios artículos fundamentales sobre el crecimiento convectivo de las ondas ciclotrónicas de iones electromagnéticos en el plasma magnetosférico de iones múltiples
Desarrolló un método analítico en el contexto del ruido electrostático de banda ancha en Magnetotail, lo cual proporcionó una forma sencilla de comprender muchos aspectos del papel de las inestabilidades ion-ion y la inestabilidad ion-acústica en función de varios parámetros. Este método se aplicó  para demostrar los estallidos electrostáticos en el cometa Giacobini-Zinner. De forma paralela, Gomberoff estudió la convección en plasmas cilíndricos portadores de corriente, causada principalmente por la resistividad y la conductividad térmica.
Luis Gomberoff fue un pionero en la educación en Física de Plasmas en Chile y Latinoamérica, con destacadas participaciones en conferencias y workshops. Muchos alumnos, de pregrado y postgrado, tomaron sus cursos de plasmas, y guio a un gran número de alumnos de maestría y doctorado, los cuales son destacados académicos en universidades chilenas e internacionales

### Logros académicos
- En 1964 se le otorgó la Beca Fundación Rockefeller[7]
- A lo largo de su trayectoria desempeñó varios cargos en la Universidad de Tel-Aviv, la cual le confirió el grado de Profesor en 1978 y obtuvo el Premio Anual para académicos distinguidos que entrega esta universidad en 1979.[7]
- Fue invitado como Profesor Visitante en destacadas instituciones internacionales como: la Asociación Euratom-CEA (Francia, entre 1976 y 1978), la Universidad de Princeton (Estados Unidos, en 1977), el  Max-Planck-Institut für Aeronomie (Alemania, en 1991), y el Centro Internacional de Física Teórica de Trieste (Italia, entre 1993 y 1995).[7]
- Fue Miembro de Número de la Academia Chilena de Ciencias desde abril de 1986.[1][2][7]
- Entre 1988 y 1990 fue Miembro del Consejo Superior de Fondecyt[7]
- En dos oportunidades alcanzó la Beca Fundación Andes, en los años 1991 y 1993.[7]
- En 1993, participó como Miembro del Comité Científico de la 7ª Reunión Científica de la IAGA (International Association of Geomagnetism and Aeronomy) y fue miembro activo de la New York Academy of Science.[7]
- Desde el año 1993 fue postulado al Premio Nacional de Ciencias Exactas.[1][2] en forma consecutiva, premio que nunca le fue otorgado. Según sus hijos, esto ocurrió debido a dos razones: la primera, por su origen judío, y la segunda, por razones políticas, dado que lo vinculaban a la derecha chilena.
- Entre los años 1993 y 1995 fue parte del Proyecto Trinacional (Argentina, Brasil y Chile) de la Fundación Andes.[7]
- El año 2003 la revista Journal of Geophysical Research - Space Physics, de Estados Unidos, lo posicionó entre los físicos espaciales más destacados del mundo, invitándolo a formar parte del comité editor de la revista en investigaciones relativas a las ciencias del cosmos, por un período de dos años.[1][5][7]
- Recibió la Medalla al Mérito Académico "Valentín Letelier" de manos del Rector Luis Riveros el 22 de noviembre de 2005.[1][2]
- Ganó todos los proyectos Fondecyt a los cuales postuló en su área de investigación, los cuales incluyen 14 Proyectos Fondecyt adjudicados como académico responsable.[1][2]

### Investigaciones
Gomberoff es autor de más de 140 trabajos en revistas ISI, los cuales han sido citados más de 1500 veces, siendo su último trabajo publicado el año 2010. Además de autor, también participó en otro tipo de publicaciones como evaluador (peer-reviewed), en capítulos de libros, proceedings, etc., sumando estas últimas un total de cerca de 200 publicaciones

#### Proyectos de Investigación durante su permanencia en el Departamento de Física de la Facultad de Ciencias de la Universidad de Chile[3]
| Año  | Título | Relación                 |
| 2009 | Nonlinear circularly polarized waves in a two-ion beam plasma in the solar wind and the magnetosphere, and cross currents as a source of alfven waves in coronal holes. | Investigador responsable |
| 2005 | Effect of finite amplitude waves on linear waves. ion cyclotron waves in drifting multi-ion species plasmas. stability of a magnetoplasma with cross field currents     | Investigador responsable |
| 2003 | The relevance of global self-organization processes in plasmas and the relationship with the dynamics of the magnetotail.                                               | Coinvestigador           |
| 2002 | Properties and dynamics of nonlinear electromagnetic beam-plasma waves, and the stability of a magnetoplasma with cross-field currents.                                 | Investigador responsable |
| 2000 | Modeling self-organized criticality in the turbulent plasma sheet: its relation to the coherence and repeatability of the substorm phenomena                            | Coinvestigador           |
| 1999 | Nonlinear behavior of electromagnetic waves in electron-positron plasmas, and selective minor heavy ion acceleration and heating in high speed solar wind streams.      | Investigador responsable |
| 1997 | Wave propagation and transport processes in nongyrotropic solar-wind-like plasmas                                                                                       | Coinvestigador           |
| 1996 | Nonlinear wave phenomena in space and fusion plasmas. | Investigador responsable |
| 1994 | Ion acceleration in the solar wind and large scale stationary convection in a cylindrical plasma column.                                                                | Investigador responsable |
| 1993 | Heavy ion acceleration in fast solar wind streams and tail formation in ion distributions beyond 1 au                                                                   | Investigador responsable |
| 1990 | Ondas iónicas ciclotrónicas y ondas electrostáticas en plasmas espaciales.                                                                                              | Investigador responsable |
| 1988 | Ondas de frecuencia inferior a la girofrecuencia de los protones en plasmas multicomponentes de b alto                                                                  | Investigador responsable |
| 1986 | Dinámica de la generación y decaimiento de ondas iónicas ciclotrónicas en plasmas multicomponentes.                                                                     | Investigador responsable |
| 1985 | Ondas iónicas ciclotrónicas en plasmas multicomponentes. | Investigador responsable |
| 1983 | Convección en un plasma cilíndrico. | Investigador responsable |
| 1982 | Efectos no ideales en un plasma cilíndrico. | Investigador responsable |